# Edward C. Dickinson
Edward Clive Dickinson (paróquia de Paget, 6 de março de 1938), mais conhecido pelo nome de Edward C. Dickinson, é um ornitólogo e taxônomo britânico, especializado na sistemática e taxonomia das aves do Sudeste Asiático. Em 1991, trabalha como pesquisador associado no Museu de História Natural de Leida. É mais conhecido por ser editor do Howard and Moore Complete Checklist of the Birds of the World.

## Primeiros anos e educação
Edward Clive Dickinson nasceu em 6 de março de 1938, na paróquia de Paget, no território ultramarino britânico de Bermudas. Seus pais, Lionel Gilbert Dickinson e Eileen Dickinson née Barlow, eram ingleses. Edward recebeu sua educação superior na Westminster School, onde o mesmo seria introduzido ao Service Children's Education. Depois de se graduar, em 1962, passaria a trabalhar como gerente de produtos pela Pronesiam Inc. em Banguecoque. Depois, em 1965 se casaria com Dorothy Sopper, posteriormente gerando dois filhos com a mesma.
Entre os anos de 1968 e 1970, seria editor do National Historical Bulletin, publicado pela Siam Society Under Royal Patronage. No ano seguinte, o pesquisador se mudaria para a Nestlé, onde trabalharia como gerente de projetos, até o ano de 1973. Entre 1973 e 1975, trabalhou para Filipro em Manila.
Em 1975, publicaria seu primeiro trabalho ornitológico, Collins Field Guide to the Birds of Southeast Asia, co-autorado com Ben F. King e Martin Woodcock. Depois, em 1991, seria publicado seu The Birds of the Philippines: An Annotated Checklist. Foi seguido por vários manuais e listas de verificação e, finalmente, uma posição ornitológica profissional na Naturalis em Leida, onde trabalhou como pesquisador associado a partir de 2012. Dickinson fundaria a editora Aves Press Limited, e é um dos membros da International Commission on Zoological Nomenclature.
Dickinson desenvolveu sua paixão pela ornitologia para fazer inúmeras contribuições à taxonomia. Juntamente com René Dekker, foi autor da série Systematic Notes on Asian Birds, uma coleção de artigos dedicados à revisão taxonômica de aves asiáticas. Desde 2011 é editor da Zoological Bibliography, uma revista de taxonomia de acesso aberto. No ano de 1997, assumiria a redação do Howard and Moore Checklist of the Birds of the World, contribuindo para a publicação da 3ª edição, de 2003 e da 4ª em 2014.